# László Szombatfalvy
László Szombatfalvy, född 9 oktober 1927 i Budapest, Ungern, död 10 augusti 2022 i Stockholm, var en finansman och författare bosatt i Stockholm. 
Szombatfalvy flydde till Sverige 1956 med två tomma händer, men blev successivt intresserad av aktier, och hans stora framgångar som aktieplacerare gjorde honom smått legendarisk. Han började med ett lån på 6 000 kronor i mitten av 1960-talet, som genom skickliga placeringar växte till en förmögenhet på cirka 1 miljard kronor (2013). Szombatfalvy sade 1971 upp sig från ett jobb på svenska Shells ekonomiavdelning för att arbeta med placeringar på heltid. När han fyllde 60 år 1987 hade han fått ihop 250 miljoner kronor och valde att avsluta den aktiva förvaltningen och sälja allt. 2013 var hans förmögenhet huvudsakligen investerad i 10 miljoner aktier i det börsnoterade fastighetsbolaget Castellum, värda cirka en miljard.
De stora ekonomiska framgångarna kan hänföras till hans egenutvecklade sätt att värdera bolag och bedöma risk på börsen, vilket efter hand rönte mycken beundran. I boken Världens 99 bästa investerare (2013), av Magnus Angenfelt, en före detta aktieanalytiker och medgrundare av hedgefonden Manticore, rankades László Szombatfalvy som bäst i Sverige och tredje bäst i världen, med en avkastning på över 30 procent per år under 46 år (en investering på $1 har växt till $174 339).

## Placeringsfilosofi
Szombatfalvy var långsiktig och försökte köpa undervärderade bolag med låg risk. Hans kvalitativa modell för att värdera aktier går inte att sammanfatta i en formel utan bygger dels på fullständig genomlysning av bolagen, dels att studera börsen och intervjua personer på marknaden. I bolagsanalysen ingår att mycket noggrant studera bolaget, branschen och ledningen, och mynnar ut i en optimistisk respektive pessimistisk långtidsprognos om bolagens förväntade utdelningstillväxt. Fokus ligger på utdelningstillväxt och det viktigaste nyckeltalet är bolagets avkastning på eget kapital, eftersom det visar bolagens teoretiska utdelnings- och tillväxtkapacitet.

## Författare
Szombatfalvy drog sig tillbaka från aktiemarknaden redan i slutet på 1980-talet, bland annat för att applicera sin kunskap på andra områden. I november 2009 debuterade Szombatfalvy som författare. I boken Vår tids största utmaningar analyserar han de allvarliga hot mänskligheten står inför (miljöförstöring med extra fokus på klimatfrågan, fattigdom och det politiska våldet) och framhåller vikten av att politikerna måste låta göra en riskvärdering för att kunna genomföra rätt beslut. I månadsskiftet augusti/september 2010 utkom boken i engelsk översättning med titeln The Greatest Challenges of Our Time. Samtidigt publicerades en andra (reviderad) svensk upplaga.

### Vår tids största utmaningar
Vår tids största utmaningar utkom den 20 november 2009. I boken ger László Szombatfalvy en kortfattad beskrivning av och koncentrerade reflektioner kring mänsklighetens aktuella större problem och de risker som dessa problem ger upphov till. De fyra utmaningar som penetreras är miljöförstöringen, klimatförändringen, det politiska våldet och fattigdomen. Boken utkom i en andra, reviderad upplaga i månadsskiftet augusti/september 2010. Samtidigt publicerades en engelsk översättning med titeln The Greatest Challenges of Our Time.
Författarens riskanalys visar att riskerna för verkligt allvarliga katastrofer inte är försumbara. Risken för till exempel förödande klimatkatastrofer är ca tusen gånger större än de risker som samhället accepterar i andra sammanhang - exempelvis inom trafikflyget, där de potentiella skadorna är ojämförligt mycket mindre.
I boken framförs att på kort och medellång sikt kan människan varken eliminera eller ens minska de största riskerna. Tvärtom ökar riskerna för varje dag. I detta tidsperspektiv går det bara att bromsa ökningstakten.
Även de viktigaste bakomliggande orsakerna till dessa problem undersöks i boken. Författaren pekar på befolkningsexplosionen, det föråldrade världspolitiska systemet med helt suveräna stater liksom på politikernas och allmänhetens bristande insikter i problemen och riskerna. Dessa bakomliggande orsaker utgör dessutom viktiga hinder för att få till stånd effektiva åtgärder mot hoten, heter det.
Författaren slår fast följande poänger:
- Att mänsklighetens grundläggande livsbetingelser har satts på spel. Därför måste vi med alla rimliga medel försöker minimera riskerna genom samtidiga åtgärder dels mot problemen direkt, dels mot problemens bakomliggande orsaker.
- Att globala problem bara kan lösas genom globala åtgärder,
  - men globala åtgärder kräver globala beslut
  - och globala beslut kan bara fattas av överstatliga beslutsorgan,
  - men i dag finns inga effektiva, överstatliga beslutande organ.
- Att så länge människan inte lyckas skapa en global rättsordning tvingas den leva i det nya men ganska sjuka världssamhället, ett samhälle som i många avseenden är så ociviliserat, så odugligt och så omoraliskt att ingen skulle vilja leva i ett motsvarande nationellt samhälle.

## Välgörenhet
I mars 2013 tillkännagavs att Szombatfalvy startat en stiftelse, Global Challenges Foundation, vars syfte är att förbättra världens förmåga att lösa framtida kriser. I styrelsen ingick tidigt bland annat förre EU-kommissionären Margot Wallström och klimatprofessorn Johan Rockström. Stiftelsens tillgångar ökade i omgångar till omkring femhundra miljoner kronor, hälften av Szombatfalvys förmögenhet (andra halvan går till barnen).